# كونجورو
كونجورو هي محافظة فرعية في إقليم البطحة في تشاد .